# Holzneria
Holzneria es un género con dos especies de plantas de flores perteneciente a la familia Scrophulariaceae. 

## Especies seleccionadas
- Holzneria microcentron
- Holzneria spicata

- Datos: Q2894637
- Especies: Holzneria